# Recuerdos prestados
Recuerdos prestados es un libro escrito por la autora irlandesa Cecelia Ahern en el año 2009.

## Sinopsis
Joyce Conway deja el hospital después de recuperarse de un terrible accidente. Habiéndose enfrentado a una experiencia al borde de la muerte, despierta y se encuentra con la cruda realidad de su trivial matrimonio, y jura comenzar de nuevo, separándose de su marido, Connor, y mudándose de nuevo a casa de su padre.
Justin Hitchcock llega a Dublín para dar una conferencia. Recientemente divorciado y viviendo cerca de su hija Bea, pero lejos de su hogar en Chicago, se siente solo e inquieto. Cuando la hermosa doctora Sarah le convence para que done sangre, él acepta despreocupadamente, esperando al menos conseguir una cita con ella. Entonces, una lluviosa noche, Joyce y Justin se cruzan en las más extrañas circunstancias. No tienen ni remota idea de que sus destinos están mucho más relacionados de lo que ninguno podría imaginar.
- Datos: Q7710563